# Gorga (figlia di Oineo)
Gorga (in greco antico: Γόργη?, Górghē) o Gorge è un personaggio della mitologia greca. Fu una principessa di Calidone.

## Genealogia
Figlia di Oineo e di Altea, sposò Andremone, che le diede il figlio Toante.
Per volontà di Zeus, Gorga giacque con il padre (Oineo) e con lei generò Tideo.

## Mitologia
Insieme agli altri abitanti di Calidone compianse la morte del fratello Meleagro fino al punto da commuovere Artemide che, impietosita, tramutò tutti in galline faraone. Solo lei e Deianira non subirono la metamorfosi.
Secondo un'altra versione anche le due sorelle vennero trasformate in volatili, ma Dioniso indusse Artemide a deporre la sua ira contro la casa di Oineo ed a restituire loro la forma umana.